# Dąbie (gromada w powiecie krośnieńskim)
Dąbie – dawna gromada, czyli najmniejsza jednostka podziału terytorialnego Polskiej Rzeczypospolitej Ludowej w latach 1954–1972.
Gromady, z gromadzkimi radami narodowymi (GRN) jako organami władzy najniższego stopnia na wsi, funkcjonowały od reformy reorganizującej administrację wiejską przeprowadzonej jesienią 1954 do momentu ich zniesienia z dniem 1 stycznia 1973, tym samym wypierając organizację gminną w latach 1954–1972.
Gromadę Dąbie z siedzibą GRN w Dąbiu utworzono – jako jedną z 8759 gromad na obszarze Polski – w powiecie krośnieńskim w woj. zielonogórskim na mocy uchwały nr V/17/54 WRN w Zielonej Górze z dnia 5 października 1954. W skład jednostki weszły obszary dotychczasowych gromad Dąbie, Zagór Nowy, Zagór Stary, Połupin, Brzeźnica, Gola i Budynia ze zniesionej gminy Dąbie w tymże powiecie. Dla gromady ustalono 19 członków gromadzkiej rady narodowej.
1 stycznia 1959 do gromady Dąbie włączono obszar zniesionej gromady Pław w tymże powiecie.
1 stycznia 1972 do gromady Dąbie włączono tereny o powierzchni 309 ha z miasta Krosno Odrzańskie w tymże powiecie; z gromady Dąbie wyłączono natomiast tereny o powierzchni 138 ha, włączając je do Krosna Odrzańskiego.
Gromada przetrwała do końca 1972 roku, czyli do kolejnej reformy gminnej. 1 stycznia 1973 w powiecie krośnieńskim reaktywowano gminę Dąbie.